# سينغ هو شو
سينغ هو شو (الاسم بالكورية: شو سينغ هو) (18 يناير 1984-16 أبريل 2007)، مهاجر كوري أمريكي ارتكب حادثة إطلاق النار في معهد الفنون التطبيقية في جامعة فرجينيا للتكنولوجيا في بلاكسبرغ في الولاية باستخدام سلاح ناري في 16 أبريل في عام 2007، وكانت حصيلتها 32 قتيلًا وإصابة 17 آخرين بالإضافة إلى ستة أشخاص آخرين وهم يقفزون هربًا من النوافذ. جعلت هذه الحادثة الجامعة من أكثر الجامعات التي حدثت فيها حوادث دموية في التاريخ الأمريكي. كان شو طالبًا جامعيًا في السنة الأخيرة في الجامعة وانتحر بعد اختراق الشرطة للحرم حيث وقعت معظم عمليات إطلاق النار. دُفنت جثته في فيرفاكس في ولاية فرجينيا.
وُلد شو في كوريا الجنوبية وهاجر إلى الولايات المتحدة مع عائلته عندما كان في الثامنة من عمره. أصبح مقيمًا دائمًا في الولايات المتحدة كمواطن كوري جنوبي. شُخِّص في مرحلة المدرسة المتوسطة باضطراب قلق شديد مع طفرة انتقائية بالإضافة إلى اضطراب اكتئابي كبير. بدأ بتلقي العلاج ودعم التعليم الخاص بعد تشخيصه حتى السنة ما قبل الأخيرة في المرحلة الثانوية. تسببت العديد من الأفعال الناتجة عن سلوكه غير الطبيعي خلال العامين الأخيرين من وجوده في جامعة فرجينيا للتكنولوجيا، بالإضافة إلى المسرحيات والكتابات الأخرى التي قدمها والتي تحتوي على طابع عنيف، في إثارة القلق بين المعلمين وزملاء الدراسة.
ألّف حاكم ولاية فرجينيا تيم كاين لجنة تتألف من مسؤولين وخبراء مختلفين للتحقيق وفحص الاستجابة والتعامل مع القضايا المتعلقة بعمليات إطلاق النار بعد وقوع الحادثة. أصدرت اللجنة تقريرها النهائي في أغسطس في عام 2007 إذ خصصت أكثر من 30 صفحة لتوضيح تاريخ شو المضطرب. انتقدت اللجنة في التقرير فشل المعلمين واختصاصيي الصحة العقلية الذين كانوا على تواصل مع شو خلال سنوات دراسته الجامعية في ملاحظة حالته المتدهورة ومساعدته، وانتقدت أيضًا التفسيرات الخاطئة لقوانين الخصوصية والثغرات في نظام الصحة العقلية وقوانين الأسلحة في فرجينيا. ألقت اللجنة اللوم أيضًا على المسؤولين في الجامعة على وجه الخصوص لفشلهم في اتخاذ إجراءات فورية بعد حادثة إطلاق النار الأولى. أقر التقرير أيضًا بأنه كان على شو أن يحمل المسؤولية بشكل أساسي لعدم طلبه للمساعدة.

## حادثة إطلاق النار في جامعة فرجينيا للتكنولوجيا
قتل شو كلًا من الطالبين إميلي جيه. هيلشر وريان سي. كلارك في الطابق الرابع من مبنى ويست أمبلر جونستون حوالي الساعة 7:15 صباحًا في التوقيت الصيفي الشرقي (11:15 بالتوقيت العالمي) في 16 أبريل في عام 2007. قرر المحققون في وقت لاحق أن أحذية شو تتطابق مع طبعة ملطخة بالدم وجدت في الردهة خارج غرفة هيلشر. عُثر على الحذاء والجينز الملطخين بالدماء في غرفة نوم شو حيث خبأهم بعد الهجوم.
عاد شو إلى غرفته لإعادة تسليح نفسه بعد الساعتين ونصف الساعة التالية للهجوم، وأرسل بعض المعلومات إلى شبكة أخبار إن بي سي تحتوي على صور وملفات فيديو رقمية ووثائق. عبر الحرم الجامعي إلى قاعة نوريس، القاعة الصفية داخل الحرم الجامعي، حيث أطلق النار خلال عشر دقائق على العشرات من الأشخاص وقتل 30 منهم في حوالي الساعة 9:45 صباحًا بالتوقيت الصيفي الشرقي (13:45 بالتوقيت العالمي). انتحر شو مطلقًا النار على نفسه عندما اقتحمت الشرطة منطقة المبنى بعد أن هاجم أعضاء هيئة التدريس والطلاب. شوه الطلق الناري وجه شو ما حجب هوية جسده لعدة ساعات. تعرفت الشرطة على شو من خلال مطابقة سجلات الهجرة مع بصمات الأصابع على الأسلحة التي استُخدمت في إطلاق النار.

## التحضير للعملية

### الأسلحة المستخدمة في الهجوم
بدأ شو بشراء الأسلحة التي استخدمها لاحقًا أثناء عمليات القتل خلال شهري فبراير ومارس في عام 2007. اشترى شو مسدسه الأول في 9 فبراير، وهو مسدس نصف أوتوماتيكي من نوع والثر بي 22 عيار 22 من شركة تي جي إس سي أو إم  للأسلحة المرخصة من قبل الاتحاد الفدرالي والتي تقع في غرين باي في ويسكونسن. شحنت الشركة المسدس إلى بلاكسبرغ في ولاية فرجينيا حيث أكمل شو الإجراءات القانونية المطلوبة لمعاملة الشراء وحصل عليه بعد ذلك. اشترى شو مسدسه الثاني في 13 مارس، وهو مسدس نصف أوتوماتيكي من طراز جلوك 19 بقياس 9 ملم من متجر رونوك للأسلحة، وهو متجر مرخّص للأسلحة يقع في رونوك في ولاية فرجينيا.

### الدافع
عثرت الشرطة أثناء التحقيق على مذكرة في غرفة شو انتقد فيها «أولاد الأثرياء» و«الفسق» و«المحتالين المخادعين»، وقال بها: «أنتم دفعتموني إلى فعل ذلك». توقعت تقارير إعلامية مبكرة أيضًا أنه كان مهووسًا بزميلته الطالبة إميلي هيلشر وغضب جدًا بعد أن رفضت دعوته لها بالخروج. لم يستطع محققو تطبيق القانون العثور على أدلة تُثبت علاقة شو وهيلشر. حضر شو وأحد ضحاياه، روس علم الدين، نفس صف اللغة الإنجليزية خلال خريف عام 2006. ذكر شو في أحد مقاطع الفيديو له «شهداء مثل إريك وديلان» في إشارة إلى إريك هاريس وديلان كليبولد مرتكبي مذبحة مدرسة كولومباين الثانوية.

## ما بعد الكارثة

### التحقيق الجنائي
استخدم المحققون المكلفون بإنفاذ القانون اختبارات المقذوفات لتحديد نوعية المسدس الذي استخدمه شو خلال الهجمات على مبنى ويست أمبلر جونستون وفي قاعة نوريس في حرم جامعة فرجينيا للتكنولوجيا. وجد محققو الشرطة أن شو أطلق أكثر من 170 طلقة خلال الحادثة، وذلك كما اتضح لدى الفنيين الذين عثروا على ما لا يقل عن 17 مخزن ذخيرة فارغًا في مكان الحادث. وجد محققو إنفاذ القانون الفدراليون أثناء التحقيق أن الأرقام التسلسلية قد حُذفت بشكل غير قانوني على كل من مسدسي والثر بي 22 وجلوك 19 التي استخدمها شو خلال الهجوم. «أبلغ المحققون أيضًا عن ممارسة شو لإطلاق النار في ميدان رماية في رونوك يبعد 40 ميلًا عن الحرم الجامعي في منتصف شهر مارس. قال أحد العملاء السابقين في مكتب التحقيقات الفدرالي والمستشار من الـ إيه بي سي إنه لم يكن ذلك أمرًا وليد اللحظة، فقد كان شو يفكر فيه منذ عدة أشهر.

### رد فعل عائلة شو
أعدت أخت شو الكبرى خطابًا نيابة عن أسرتها للاعتذار علنًا عن تصرفات أخيها، وذلك بالإضافة إلى تقديم الصلوات للضحايا وعائلات الجرحى والقتلى. قالت في البيان الصادر عن محامي نورث كارولينيان: «هذا شخص نشأت معه وأحببته، ولكنني أشعر الآن أنني لم أكن أعرفه» وأضافت: «لم يكن بإمكاننا أن نتصور أنه قادر على ارتكاب الكثير من العنف». قال جد شو: «كان حفيدي سينغ خجولًا للغاية، فلا أستطيع أن أصدق أنه فعل مثل هذا الشيء».
تعقبت صحيفة واشنطن بوست الأسرة، وذكرت في مقال نُشر في عام 2008 بمناسبة ذكرى المذبحة أنها اختفت منذ شهور بعد المجزرة التي ارتكبها ولدها، ولكنها عادت إلى ديارها في النهاية وعزلت نفسها فعليًا عن العالم. غُطيَت العديد من النوافذ في منزلهم بالورق ووُضعت الستائر على الباقي، وكان الاتصال الخارجي الحقيقي والوحيد لهم مع وكيل الـ إف بي آي المكلف برعايتهم ومحاميهم، إذ رفضوا حتى الاتصال بأقاربهم في كوريا الجنوبية.

## روابط خارجية
- سينغ هو شو على موقع IMDb (الإنجليزية)
- سينغ هو شو على موقع إن إن دي بي (الإنجليزية)